# Spår (film)
Spår är en svensk dokumentärfilm från 2004 i regi av Owe Svensson. Filmen skildrar konstnären Hasse Lindroths liv och konstnärliga gärning. Filmen fotades av Peter Kruse och premiärvisades den 17 april 2004 på biograf Zita i Stockholm.